# Pomacanthus zonipectus
Espèce
Synonymes
- Pomacanthodes zonipectus Gill, 1862

Statut de conservation UICN

 LC  : Préoccupation mineure
La Demoiselle de Cortez (Pomacanthus navarchus ) est une espèce de poissons de la famille des Pomacanthidae. Elle est répartie dans le Pacifique Ouest. La taille maximum pour cette espèce est de 45 cm.

## Galerie

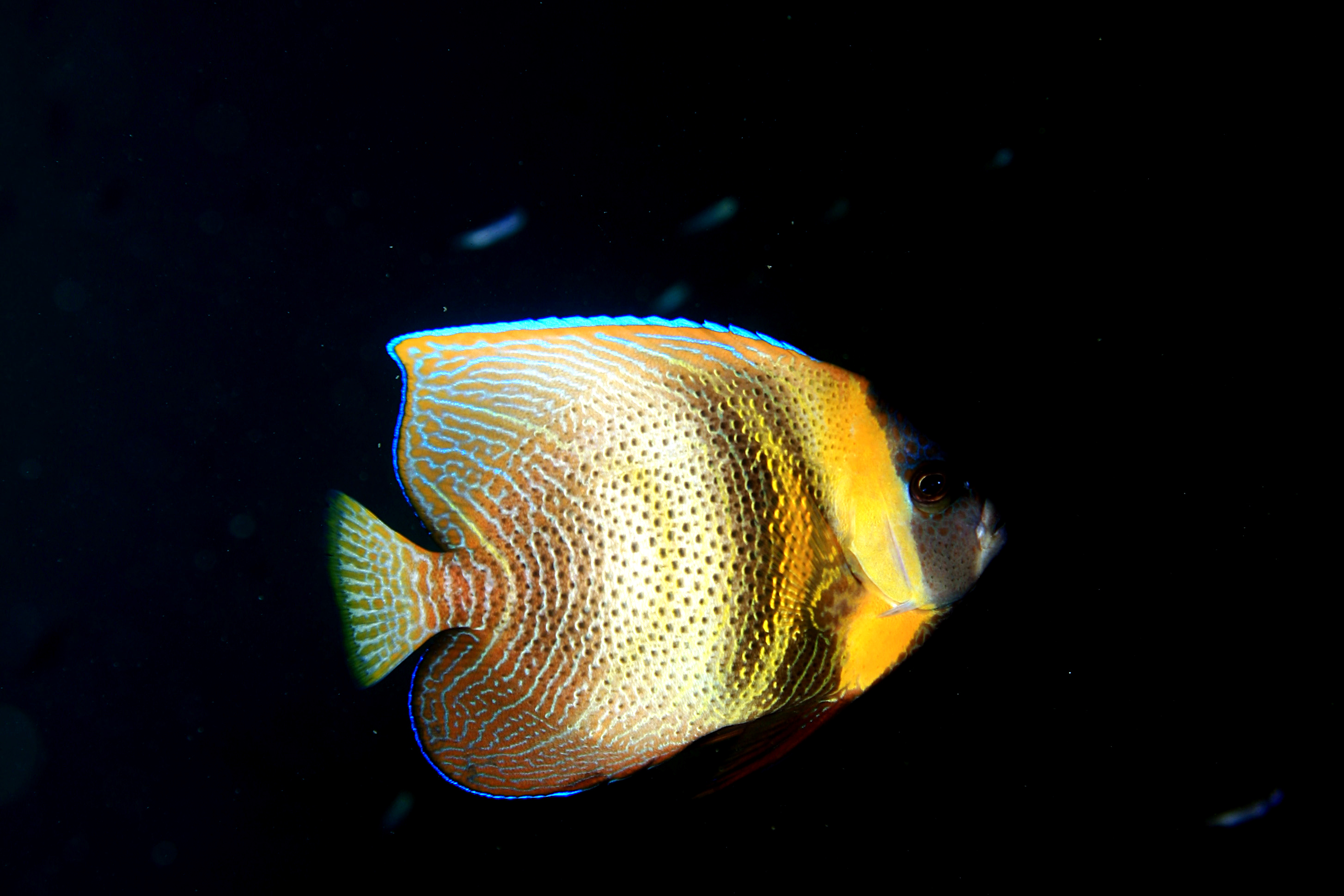
Adulte
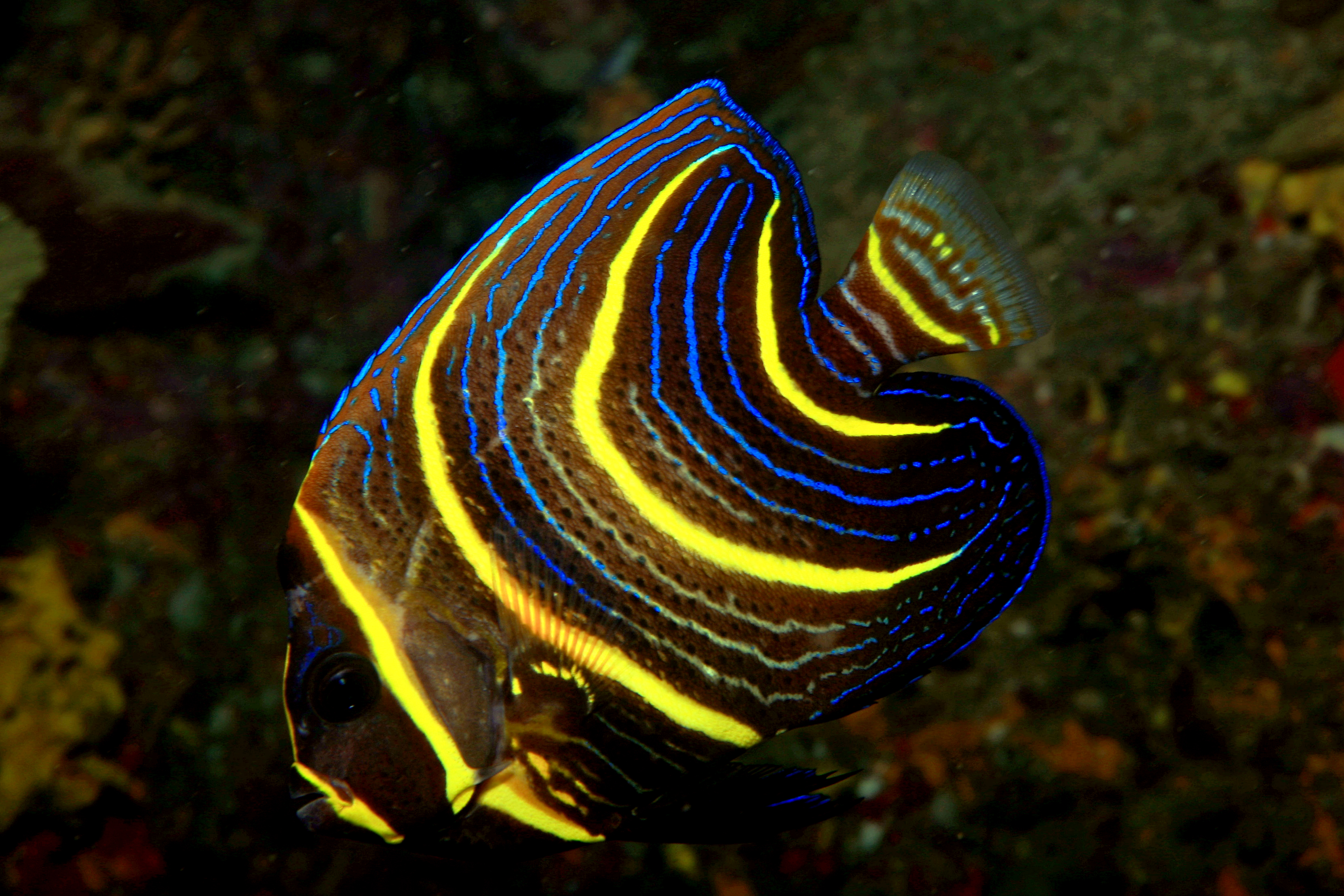
Juvenile